# الدوري البولندي لكرة السلة
الدوري البولندي لكرة السلة (بالإنجليزية: Polish Basketball League)‏ هو دوري كرة سلة للمحترفين في بولندا تأسس في 1995 يلعب فيه 16 فريقاً.

## أبرز الفرق
- شلوسك فروتسواف

## وصلات خارجية
- الموقع الإلكتروني